# 肉果酸藤子
肉果酸藤子（学名：Embelia carnosisperma）为紫金牛科酸藤子属下的一个种。

## 扩展阅读
- 維基物種上的相關：肉果酸藤子